# (267) Tirza
(267) Tirza – planetoida z pasa głównego asteroid. 

## Odkrycie
Została odkryta 27 maja 1887 roku w Observatoire de Nice w Nicei przez Auguste Charloisa. Nazwa planetoidy pochodzi od biblijnego miasta Tirsa.

## Orbita
(267) Tirza okrąża Słońce w ciągu 4 lat i 230 dni w średniej odległości 2,78 j.a.